# Acanthochelys spixii
Acanthochelys spixii је гмизавац из реда Testudines. 

## Угроженост
Ова врста је на нижем степену опасности од изумирања, и сматра се скоро угроженим таксоном.

## Распрострањење
Ареал врсте је ограничен на мањи број држава. 
Врста има станиште у Бразилу, Аргентини и Уругвају. Присуство у Парагвају је непотврђено.

## Станиште
Станиште врсте су слатководна подручја. 